# Futoma
 (décembre 2021).
Si vous disposez d'ouvrages ou d'articles de référence ou si vous connaissez des sites web de qualité traitant du thème abordé ici, merci de compléter l'article en donnant les références utiles à sa vérifiabilité et en les liant à la section « Notes et références ».
Futoma est une localité polonaise de la gmina de Błażowa, située dans le powiat de Rzeszów en voïvodie des Basses-Carpates.